# Roddy Doyle
Roddy Doyle (født 8. maj 1958) er en irsk romanforfatter fra Dublin (Northside).

## Udgivelser

### Romaner
- The Barrytown Trilogy

- The Commitments (1987, film 1991).
- The Snapper (1990, film 1993).
- The Van (1991, film 1997).

- Paddy Clarke Ha Ha Ha (1993)
- The Woman Who Walked Into Doors (1997)
- A Star Called Henry (1999)
- Oh, Play That Thing! (2004)
- Paula Spencer (2006)

### Noveller
- The Slave
- Not Just For Christmas (1999)

### Andre
- Rory and Ita

### Fællesarbejde
- Finbar’s Hotel, London, Picador, Dublin, New Island Books, 1997. Skrevet med Jennifer Johnston, Anne Enright, Dermot Bolger, Joseph O’Connor, Colm Tóibín og Hugo Hamilton.

### Teater
- Brown Bread (1987)
- War (1989)

### Filmmanuskripter
- Family (1994)
- When Brendan Met Trudy (2000)

### Børneliteratur
- The Giggler Treatment
- Rover Saves Christmas
- The Meanwhile Adventures

## Forskning om Roddy Doyle
- Doktorafhandling : La réécriture de l'histoire dans les romans de Roddy Doyle, Dermot Bolger et Patrick McCabe. (forfatter : Alain Mouchel-Vallon, Reims universitet, Frankrig, 2005)

1. ↑  Navnet er anført på engelsk og stammer fra Wikidata hvor navnet endnu ikke findes på dansk.
2. ↑  Navnet er anført på engelsk og stammer fra Wikidata hvor navnet endnu ikke findes på dansk.
3. ↑  Navnet er anført på engelsk og stammer fra Wikidata hvor navnet endnu ikke findes på dansk.
4. ↑  Navnet er anført på engelsk og stammer fra Wikidata hvor navnet endnu ikke findes på dansk.
5. ↑  Navnet er anført på svensk og stammer fra Wikidata hvor navnet endnu ikke findes på dansk.